# Gone (canción de Halo Circus)
«Gone» es el primer sencillo de la banda estadounidense Halo Circus perteneciente a su álbum debut el cual será lanzado en el primer semestre del 2014, bajo los sellos discográficos Badlands y Manimal Vinyl. Fue escrita por la banda (liderada por la cantante Allison Iraheta) en el 2012. El sencillo fue liberado en tiendas iTunes con tres versiones adicionales.

## Lista de canciones
- «Gone»
- «Yo Me Voy»
- «Gone» (Versión - Nothing Left)
- «Yo Me Voy» (Versión - Nothing Left)